# Schloss Kirchberg am Walde (Niederösterreich)

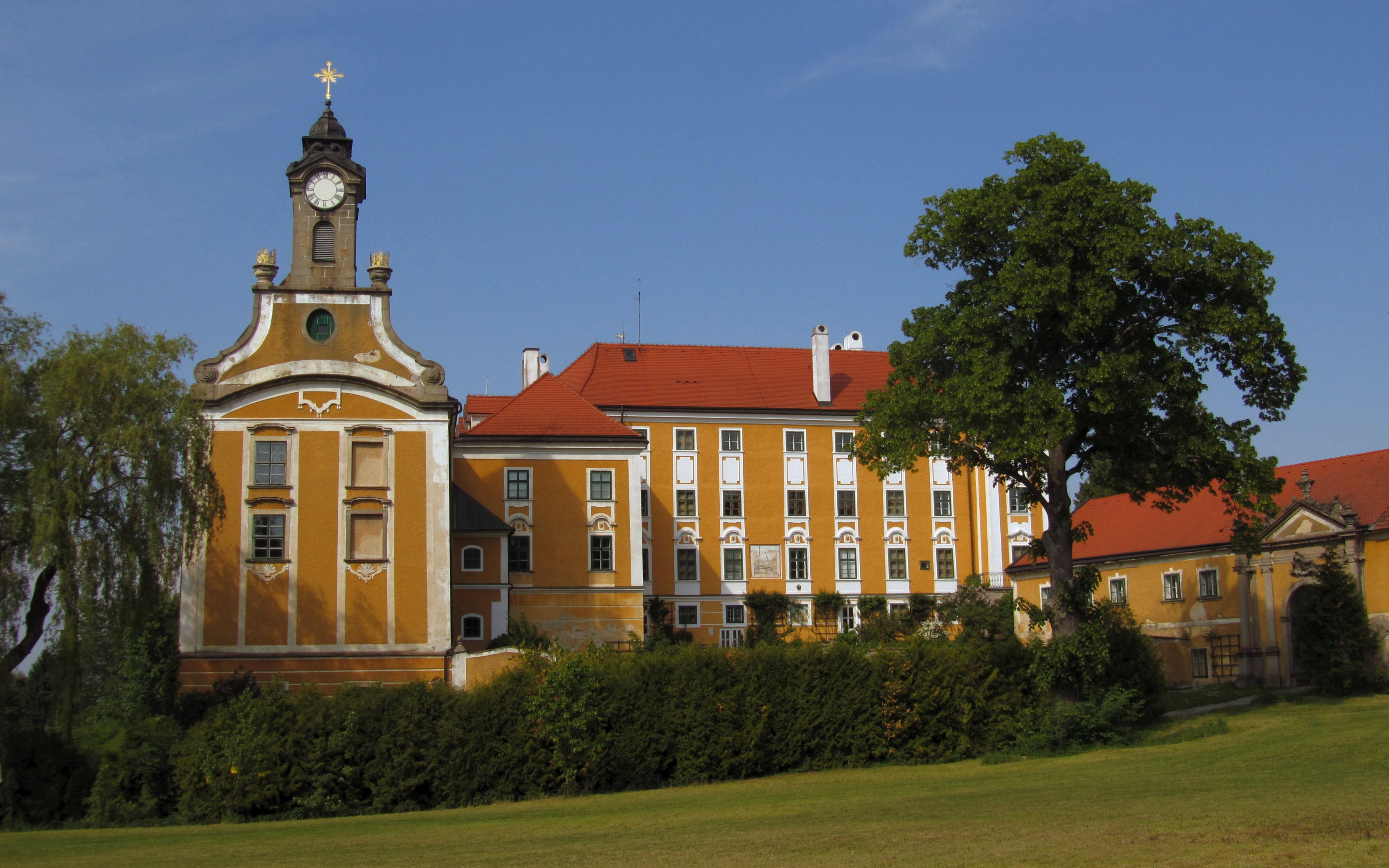
Schloss Kirchberg am Walde, links die Schlosskirche

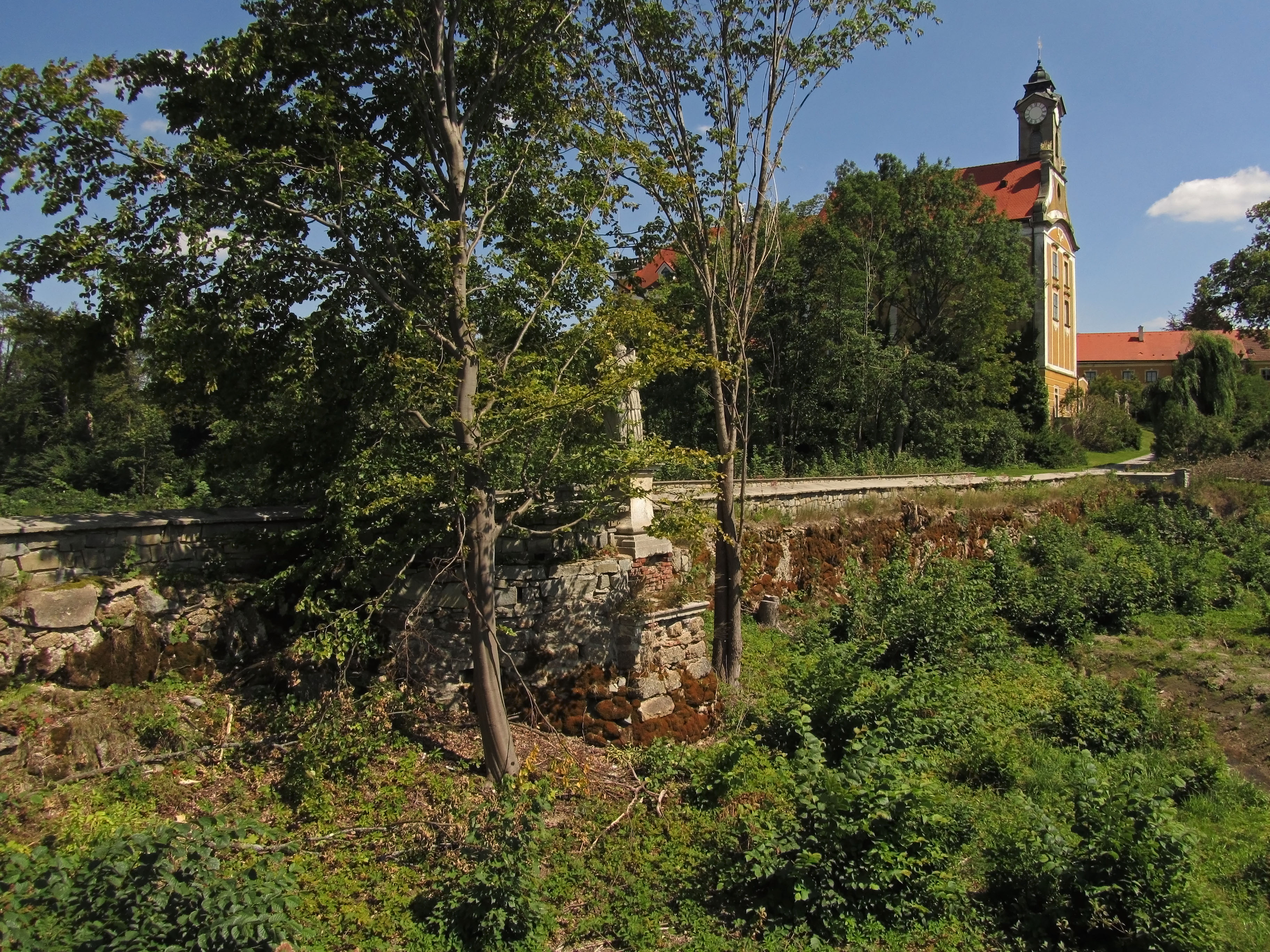
Zufahrtsbrücke zum Schloss

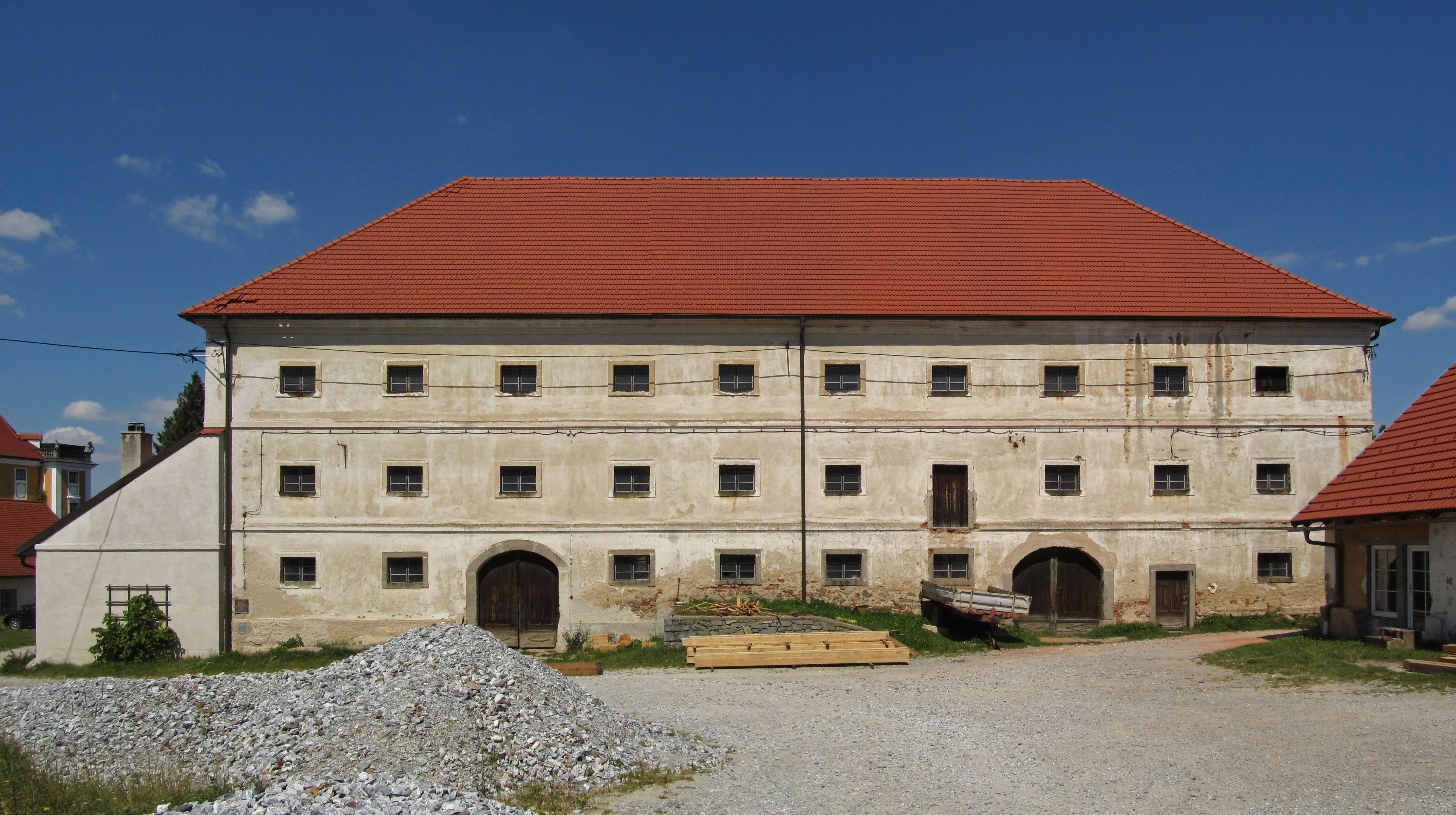
Wirtschaftshof

Die Schloss Kirchberg am Walde steht auf einer Geländestufe im Süden des Ortes Kirchberg am Walde in der Marktgemeinde Kirchberg am Walde im Bezirk Gmünd in Niederösterreich. Das Schloss steht unter Denkmalschutz (Listeneintrag).

## Geschichte
Urkundlich stand die Burg im 12. Jahrhundert im Besitz der Herren von Kirchberg. Von 1489 bis 1555 im Besitz der Herren von Hohenfeld. 1556 bis 1561 im Besitz von Dietmar von Losenstein. 1561 bis 1607 im Besitz der Herren von Sondernhof. 1607 bis 1707 im Besitz der Freiherren von Kollonitsch. 1707 bis 1752 im Besitz der Grafen Kuefstein. 1752 bis 1828 im Besitz der Grafen Veterani-Mallenthein. 1828 bis 1869 bewohnten französische Adelige mit Graf Maximilian d`Orsay und Herzöge von Blacas d`Angoulême mit Aufenthalten von Mitgliedern des französischen Königshauses mit Karl X. und Herzog von Bordeaux das Schloss. Seit 1867 im Besitz von Fischer Ritter von Ankern.
Urkundlich wurde 1172 eine Burg genannt. Der ehemalige Bergfried wurde teils im späteren Westtrakt mitverwendet. Ein gotischer Umbau ist im Innenhof erkennbar. Der spätmittelalterliche Wirtschaftshof wurde durch einen im Kleinen Schloss erhaltenen Turm bewehrt. Mit Bauarbeiten im 16. Jahrhundert Umgestaltung zur Renaissance-Vierflügelanlage mit Ecktürmen. Der westliche Schlosstrakt wurde um 1690 durch eine Raumflucht nach außen erweitert. 1733 wurde der Neubau der Schlosskirche geweiht. Um 1780/1790 Umbau des Schlosses mit Erweiterung des Kleinen Schlosses zur heutigen Gestalt. 1945 erlitt das Schloss Schäden. 1974/1975 war eine Restaurierung.

## Architektur
Um einen im Kern mittelalterlichen Vierflügelbau wurde das Schloss im Barock und Frühklassizismus auf unregelmäßigem Terrain mehrteilig ausgebaut. Das Schloss ist im Westen mit der Schlosskirche über einem aufragenden Felsen baulich verbunden. Im Osten des Vierkanters besteht ein Vorhof mit dem sogenannten Kleinen Schloss. Im Süden steht der Wirtschaftshof.
An der Hinterseite des ehem. Meierhofes bei der Abzweigung der Straße nach Hollenstein steht eine sogenannte „Lichtsäule“. Diese Lichtsäule stand ursprünglich, laut Berichten älterer Kirchberger, in der Mitte der Verzweigung der beiden Straßen und wurde im Zuge einer Straßenbegradigung- und -Verbreiterung an den heutigen Standort versetzt.